# Jan Zielonka
Jan Zielonka (ur. 23 lutego 1955 w Czarnowąsach) – polsko-brytyjski prawnik i politolog, profesor europeistyki na Uniwersytecie Oksfordzkim i na Uniwersytecie Warszawskim.

## Życiorys
Ukończył studia prawnicze na Uniwersytecie Wrocławskim. Studiował nauki polityczne na Uniwersytecie Warszawskim, gdzie w 1981 uzyskał stopień naukowy doktora. Od 1982 mieszka w Holandii. Był wykładowcą na Uniwersytecie Warszawskim, na holenderskich uniwersytetach w Groningen i Lejdzie oraz od 1996 w Europejskim Instytucie Uniwersyteckim we Florencji.
W 2004 został profesorem europeistyki na Uniwersytecie Oksfordzkim. Uzyskał stanowisko Ralf Dahrendorf Fellow na St Antony’s College w Oksfordzie, został dyrektorem Centrum Studiów Europejskich w Oksfordzie.
Wszedł w skład powołanej przez prezydenta Andrzeja Dudę Narodowej Rady Rozwoju.

## Publikacje
- Europa jako imperium (2007)
- Koniec Unii Europejskiej? (2014)
- Kontrrewolucja. Liberalna Europa w odwrocie (2018)[2]